# Boschidar Petkow
Boschidar Stefanow Petkow (bulgarisch Божидар Стефанов Петков; * 29. Juli 1940 in Gabrowo, Bulgarien; † 14. Mai 2015 in Sofia, Bulgarien) war ein bulgarischer Komponist.

## Leben
Boschidar Stefanow Petkow schloss 1965 sein Musikstudium bei Krzysztof Penderecki und Stanisław Wiechowicz an der Musikakademie Krakau ab. Anschließend arbeitete er von 1968 bis 1984 bei Radio Sofia und von 1984 bis 1990 bei der Behörde für Urheberrechte. Während dieser Zeit schrieb und komponierte Petkow Musik für mehrere Theateraufführungen und Spielfilme, für die er sowohl national als auch international ausgezeichnet wurde. Später wandte er sich wieder mehr den klassischen Genres zu. Er hinterließ u. a. drei Oratorien, mehrere Orchesterwerke, darunter eine Sinfonie und ein Klavierkonzert, ferner Kammer-, Klavier- und Vokalmusik.

## Filmografie (Auswahl)
- 1978: Der Tausch (Трампа)
- 1979: Ein Komma zuviel (Фаталната запетая)
- 1981: Mass für Mass (Мера споредъ мера)
- 1982: Ein Königstheaterstück (Царска пиеса)
- 1983: Hotel Zentral (Хотел Централ)
- 1985: Der Tod kann warten (Смъртта може да почака)
- 1986: Menschen der Steppe (Степни хора)
- 1987: Liebestherapie (Любовна терапия)
- 1989: Iwan und Alexandra (Иван и Александра)
- 1989: Station für Unbekannte (Спирка за непознати)
- 1990: Das Lager (Лагерът)
- 1993: Der Tag der Vergebung (Сирна неделя)